# جیمز وایزمن
جیمز وایزمن (انگلیسی: James Wiseman؛ زادهٔ ۳۱ مارس ۲۰۰۱) بازیکن بسکتبال اهل ایالات متحده آمریکا است.

## حرفه
وی در مسابقات کشوری و بین‌المللی در مجموع برندهٔ ۱ مدال طلا شده‌است.